# Captain Midnight (HBO)

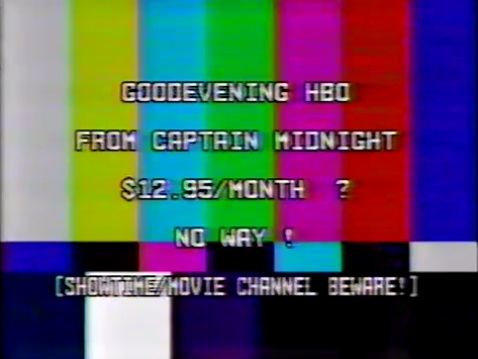
Imagen del Hackeo al canal de TV HBO por Capitain Midnight (John R. MacDougall)

John R. MacDougall, también conocido como Captain Midnight, es un ingeniero en telecomunicaciones y hombre de negocios, quien interfirió la señal satelital de HBO en 1986 para emitir un mensaje protestando por las tarifas que debían pagar los dueños de antenas parabólicas.
A mediados de los años ochenta, una controversia apareció en el mundo de la televisión por cable cuando los operadores empezaron a codificar su señal y cobrar una tarifa a los dueños de antenas parabólicas hogareñas para acceder a la misma señal satelital que recibían los operadores de cable. Muchos propietarios de estas antenas se vieron forzados a comprar costosos aparatos para decodificar la señal, además de pagar cuotas anuales o mensuales a los operadores para poder acceder a estas señales. Los suscriptores a televisión por antena parabólica a menudo pagaban más dinero por las señales codificadas que los suscriptores a la televisión por cable.
Cuando HBO codificó su señal, le ofreció a los dueños de antenas parabólicas su señal por 12,95 dólares por mes, que era lo mismo o un poco más que lo que pagaban los suscriptores a la televisión por cable. Los clientes pensaron que se les pedía pagar un precio un tanto anti-competitivo, y se estableció un movimiento a través de los Estados Unidos en donde los suscriptores a servicios de televisión satélital pedían un control más estricto para impedir acciones anti-competitivas.
El 27 de abril de 1986 a las 12.32 a. m., John R. MacDougall, un proveedor de televisión por satélite en la ciudad de Ocala, Florida, estaba trabajando en Central Florida Teleport, una compañía que prestaba servicios a satélites. Él estaba viendo la transmisión de la película La gran aventura de Pee-Wee. Al final de las operaciones de mantenimiento, MacDougall movió la antena a su posición original, apuntando directamente a la localización del Galaxy 1, el satélite que transmite HBO. Como una forma de protesta a la introducción de altas tarifas, él transmitió una señal hacia el satélite, la cual se impuso ante la emisión del filme The Falcon and the Snowman en HBO. El texto que apareció en las pantallas de los subscriptores de HBO en toda la zona este de los Estados Unidos fue el siguiente:
GOOD EVENING HBO
FROM CAPTAIN MIDNIGHT
$12.95/MONTH?
NO WAY!
(SHOWTIME/MOVIE CHANNEL BEWARE!)
Traducción:
BUENAS NOCHES HBO
DEL CAPITAN MEDIANOCHE
¿$12.95 AL MES?
¡DE NINGUNA MANERA!
(¡CUIDADO, MOVIE CHANNEL Y SHOWTIME!)
MacDougall escogió el nombre "Captain Midnight" de una película que había visto recientemente, On the Air Live with Captain Midnight. Después de que la presión de los medios de comunicación obligara al Federal Communications Commission (Comisión Federal de Comunicaciones) a actuar, MacDougall fue multado por 5.000 dólares y puesto en libertad condicional por un año.
Actualmente, MacDougall es dueño de MacDougall Electronics, una empresa que vende antenas parabólicas, en Ocala, Florida.